# Joe Roberts (basket-ball)
Pour les articles homonymes, voir Joe Roberts et Roberts.
Joseph « Joe » Roberts, né le 18 mai 1936 à Columbus dans l'Ohio et mort le 10 octobre 2022 à Oakland en Californie, est un joueur puis entraîneur américain de basket-ball. Il évoluait durant sa carrière au poste d'ailier fort.

## Palmarès
Joueur
- Champion NCAA 1960

Entraîneur adjoint
- Champion NBA 1975